# Nodozana catocaloides
Nodozana catocaloides là một loài bướm đêm thuộc phân họ Arctiinae, họ Erebidae.